# Altdöbern
Altdöbern (baix sòrab: Stara Darbnja) és una ciutat alemanya que pertany a l'estat de Brandenburg. Forma part de l'Amt Altdöbern i limita amb els municipis de Großräschen, Bronkow, Calau i Neu-Seeland. Comprèn els nuclis de Pricyn (Pritzen), Bukowinka (Peitzendorf), Gózc (Chransdorf), Rańšow (Ranzow) i Rědoŕ (Reddern).

## Ajuntament
El consistori està format per 17 regidors, repartits així (2008):
- CDU 3 regidors
- SPD 4 regidors
- Freie Wähler, 7 regidors
- Die Linke 2 regidors
- Grüne 1 regidor

## Evolució demogràfica
| Any  | Població |
| ---- | -------- |
| 1875 | 2 150    |
| 1890 | 2 531    |
| 1910 | 3 035    |
| 1925 | 2 845    |
| 1933 | 2 988    |
| 1939 | 2 886    |
| 1946 | 3 651    |
| 1950 | 3 797    |
| 1964 | 4 694    |
| 1971 | 4 329    |

| Any  | Població |
| ---- | -------- |
| 1981 | 3 751    |
| 1985 | 3 710    |
| 1989 | 3 579    |
| 1990 | 3 548    |
| 1991 | 3 457    |
| 1992 | 3 658    |
| 1993 | 3 771    |
| 1994 | 3 741    |
| 1995 | 3 415    |
| 1996 | 3 418    |

| Any  | Població |
| ---- | -------- |
| 1997 | 3 430    |
| 1998 | 3 403    |
| 1999 | 3 367    |
| 2000 | 3 292    |
| 2001 | 3 175    |
| 2002 | 3 148    |
| 2003 | 3 108    |
| 2004 | 3 029    |
| 2005 | 2 977    |
| 2006 | 2 923    |

| Any  | Població |
| ---- | -------- |
| 2007 | 2 854    |
| 2008 | 2 835    |
| 2009 | 2 770    |
| 2010 | 2 694    |
| 2011 | 2 660    |
| 2012 | 2 605    |
| 2013 | 2 550    |
| 2014 | 2 531    |
| 2015 | 2 527    |